# 幌別郡
幌別郡（日语：／ Horobetsu gun */?）為過去日本北海道膽振支廳轄下的郡，轄區為現在的登別市，已於1970年因無管轄町村而廢除。
郡名源自阿伊努語的「poro-pet」（大河）。

## 沿革

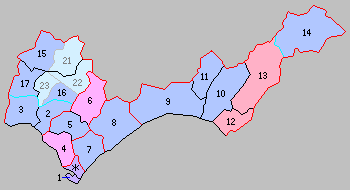
北海道一・二級町村制施行時幌別郡下辖町村（7.幌別村）

- 1869年8月15日：北海道設置11國86郡，膽振國幌別郡成立。
- 1897年11月：北海道實施支廳制，隸屬室蘭支廳之管轄，此時幌別郡下轄幌別村、登別村、鷲別村。[2]（3村）
- 1919年4月1日：幌別村、登別村、鷲別村合併為幌別村，並成為北海道一級村。（1村）
- 1951年4月1日：幌別村改制為幌別町。（1町）
- 1961年4月1日：幌別町改名為登別町。
- 1970年8月1日：登別町改制為登別市，並脫離幌別郡的管轄，幌別郡因無管轄町村同時廢除。